# Montcavrel
Montcavrel és un municipi francès situat al departament del Pas de Calais i a la regió dels Alts de França. L'any 2007 tenia 347 habitants.

## Demografia

### Població
El 2007 la població de fet de Montcavrel era de 347 persones. Hi havia 138 famílies de les quals 30 eren unipersonals (4 homes vivint sols i 26 dones vivint soles), 45 parelles sense fills, 56 parelles amb fills i 7 famílies monoparentals amb fills.
La població ha evolucionat segons el següent gràfic:
Habitants censats

### Habitatges
El 2007 hi havia 177 habitatges, 138 eren l'habitatge principal de la família, 25 eren segones residències i 14 estaven desocupats. 167 eren cases i 9 eren apartaments. Dels 138 habitatges principals, 104 estaven ocupats pels seus propietaris, 29 estaven llogats i ocupats pels llogaters i 5 estaven cedits a títol gratuït; 1 tenia una cambra, 4 en tenien dues, 16 en tenien tres, 34 en tenien quatre i 83 en tenien cinc o més. 136 habitatges disposaven pel capbaix d'una plaça de pàrquing. A 67 habitatges hi havia un automòbil i a 59 n'hi havia dos o més.

### Piràmide de població
La piràmide de població per edats i sexe el 2009 era:
| Homes | Edats   | Dones |
| ----- | ------- | ----- |
| 0     | 95 o +  | 0     |
| 0     | 90 a 94 | 4     |
| 4     | 85 a 89 | 4     |
| 0     | 80 a 84 | 0     |
| 4     | 75 a 79 | 12    |
| 8     | 70 a 74 | 12    |
| 16    | 65 a 69 | 12    |
| 16    | 60 a 64 | 12    |
| 0     | 55 a 59 | 12    |
| 0     | 50 a 54 | 0     |
| 28    | 45 a 49 | 12    |
| 0     | 40 a 44 | 16    |
| 16    | 35 a 39 | 4     |
| 4     | 30 a 34 | 16    |
| 12    | 25 a 29 | 8     |
| 12    | 20 a 24 | 0     |
| 28    | 15 a 19 | 8     |
| 20    | 10 a 14 | 16    |
| 8     | 5 a 9   | 4     |
| 4     | 0 a 4   | 4     |

## Economia
El 2007 la població en edat de treballar era de 217 persones, 163 eren actives i 54 eren inactives. De les 163 persones actives 150 estaven ocupades (76 homes i 74 dones) i 13 estaven aturades (5 homes i 8 dones). De les 54 persones inactives 22 estaven jubilades, 16 estaven estudiant i 16 estaven classificades com a «altres inactius».

### Ingressos
El 2009 a Montcavrel hi havia 145 unitats fiscals que integraven 370 persones, la mediana anual d'ingressos fiscals per persona era de 16.376 €.

### Activitats econòmiques
Dels 18 establiments que hi havia el 2007, 1 era d'una empresa extractiva, 3 d'empreses alimentàries, 2 d'empreses de construcció, 1 d'una empresa de comerç i reparació d'automòbils, 2 d'empreses de transport, 2 d'empreses d'hostatgeria i restauració, 3 d'empreses immobiliàries, 2 d'empreses de serveis i 2 d'empreses classificades com a «altres activitats de serveis».
Dels 3 establiments de servei als particulars que hi havia el 2009, 1 era una fusteria, 1 restaurant i 1 agència immobiliària.
L'únic establiment comercial que hi havia el 2009 era una fleca.
L'any 2000 a Montcavrel hi havia 15 explotacions agrícoles que ocupaven un total de 1.140 hectàrees.

## Equipaments sanitaris i escolars
El 2009 hi havia una escola elemental integrada dins d'un grup escolar amb les comunes properes formant una escola dispersa.

## Poblacions més properes
El següent diagrama mostra les poblacions més properes.